# Tell (poker)
In poker is een tell een merkbare verandering in het gedrag of houding van een speler die daarmee een aanwijzing geeft over de pokerhand, de kaarten, die de speler heeft. Een tell is op verschillende manieren te interpreteren: veranderingen in lichaamshouding, meer naar voren of achter leunen, bewegingen met de fiches, ze op een bepaalde manier inzetten of het uitvoeren van chiptricks, stemveranderingen, gezichtsuitdrukkingen, bewegingen met het hoofd, de handen, de ogen, of andere voorwerpen zoals het bewegen van de kaarten, sigaretten of drankjes. Een speler kan hier voordeel mee doen als hij deze opmerkt, in het bijzonder als de 'tell' kenmerkend voor een speler en derhalve betrouwbaar is. Sommige spelers simuleren tells om andere spelers te misleiden.
De tells van een speler geven alleen een indruk van de inschatting die de speler zelf heeft van zijn hand. De tells zijn daarmee alleen betrouwbaar als de speler de waarde van zijn hand juist kan inschatten. Een onervaren speler kan op een betrouwbare manier informatie geven door een tell maar deze informatie kan onbetrouwbaar zijn om in te schatten wat voor kaarten deze speler heeft als de speler de waarde van zijn hand of het niveau van zijn tegenstanders niet goed kan inschatten.

## Voorbeelden
Tells kunnen uniek zijn voor een bepaalde speler, maar sommige tells zijn meer algemeen:
- Een speler die denkt dat zijn kaarten niet goed zijn kan bluf door zijn fiches met kracht in de pot werpen, splashing the pot, en zijn blik strak op de tegenspeler richten, stare down, in de hoop dat die niet inzet of de inzet verhoogt.
- Trillende handen, blozen of een verhoogde hartslag kunnen een teken zijn van adrenaline als een speler goede kaarten heeft.
- Een speler met een goede hand zal vaak onbewust zijn hand over de kaarten houden en er meer naar kijken. Dit komt door een natuurlijke neiging om dingen die men als waardevol beschouwt, te beschermen.
- Iemand met een slechte hand kan de neiging hebben om zijn kaarten meer om te draaien en ze nogmaals te bekijken. Dit doet deze in de hoop dat zijn kaarten toch beter blijken te zijn dan hij eerst dacht.
- Desinteresse, achterover leunen, alledaagse conversaties of ander rustig gedrag kunnen een aanwijzing zijn dat de speler een goede hand wil verbergen.
- Krachtig en luid gedrag en blijk geven van zelfvertrouwen kunnen betekenen dat de speler een slechte hand wil verbergen.

## Tells in films
- Tells maken in de film House of Games uit 1987 van David Mamet deel uit van de verhaallijn.
- Mike ontdekt in de film Rounders een tell bij zijn tegenspeler. Die eet wanneer hij bij een goede hand heeft ingezet zijn koekjes op een bepaalde manier, maar hij onthult de tell aan zijn tegenspeler als hij die een keer heeft gebruikt. Alhoewel dit de tell onbruikbaar maakte, beïnvloedde het wel zijn manier van spelen later in het spel.
- James Bond ontdekt in de film Casino Royale uit 2006 de tell van Le Chiffre, maar Le Chiffre is er via een handlanger van op de hoogte dat Bond dit weet. Le Chiffre misbruikt zijn tell waardoor Bond zijn inzet verliest.
- Maverick heeft in de film Maverick uit 1994 door dat Annabelle een goede hand heeft doordat ze zwaar begint te ademen en laat dit merken door te zeggen: You tend to breathe hard when you get excited., waarop Annabelle reageert met: How did you - oh. Ze zijn vlak daarvoor met elkaar naar bed geweest.

## Websites
- (en)  Top 10 Poker Tells. gearchiveerd
- (en)  Online Poker Tells, 20 oktober 2006. gearchiveerd